# Orquestra Sinfônica do Estado do México

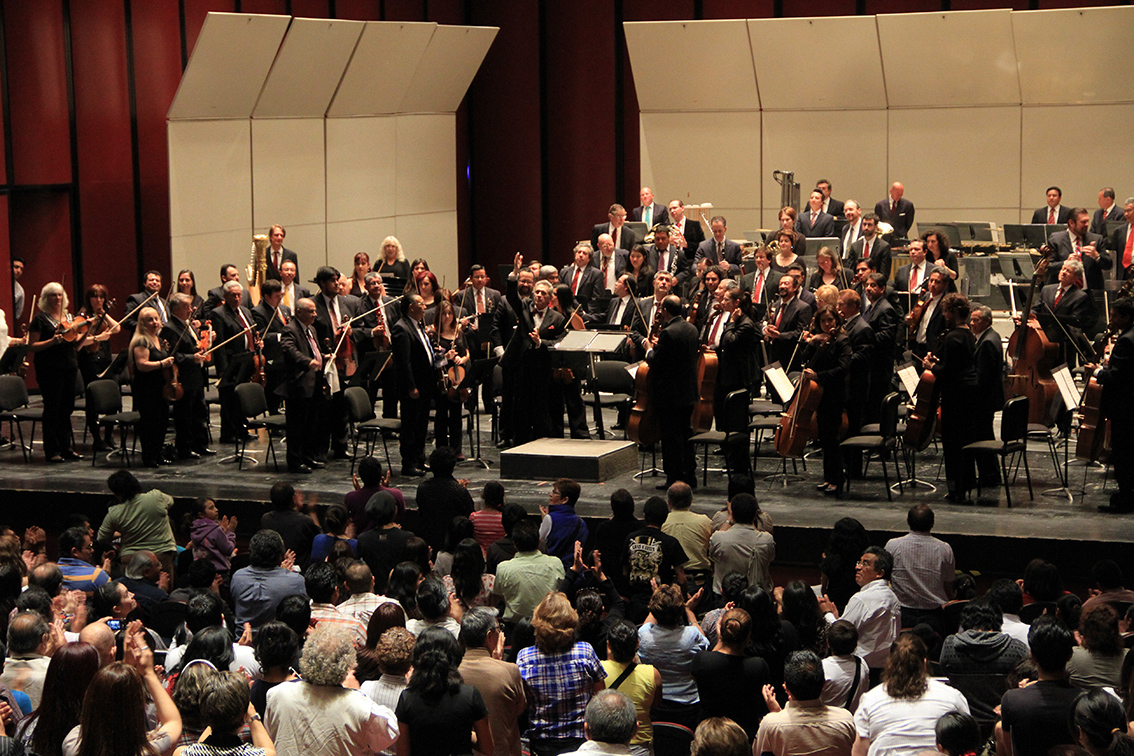
A Orquestra Sinfônica do Estado do México em 2014.

A Orquestra Sinfônica do Estado do México (em espanhol Orquesta Sinfónica del Estado de México) foi fundada dia 27 de Agosto de 1971 sob a iniciativa de Enrique Bátiz Campbell e do governo do Estado do México. 